# مارسيلو غاتي
مارسيلو غاتي (بالإيطالية: Marcello Gatti)‏ هو مصور سينمائي إيطالي، ولد في 9 فبراير 1924 في روما في إيطاليا، وتوفي بنفس المكان في 26 نوفمبر 2013.

## وصلات خارجية
- مارسيلو غاتي على موقع IMDb (الإنجليزية)
- مارسيلو غاتي على موقع ألو سيني (الفرنسية)
- مارسيلو غاتي على موقع أول موفي (الإنجليزية)
- مارسيلو غاتي على موقع قاعدة بيانات الأفلام السويدية (السويدية)
- مارسيلو غاتي على موقع قاعدة بيانات الفيلم (الإنجليزية)
- مارسيلو غاتي على موقع كينوبويسك (الروسية)